# Sciophila fenestralis
Sciophila fenestralis är en tvåvingeart som beskrevs av Soli 1997. Sciophila fenestralis ingår i släktet Sciophila och familjen svampmyggor. Inga underarter finns listade i Catalogue of Life.